# Gradec Pokupski
 Gradec Pokupski  falu Horvátországban Zágráb megyében. Közigazgatásilag Pisarovinához tartozik.

## Fekvése
Zágráb központjától 30 km-re délnyugatra, községközpontjától 4 km-re délre a Kulpa bal partján fekszik. 

## Története
A falunak 1857-ben 177, 1910-ben 198 lakosa volt. Trianon előtt Zágráb vármegye Pisarovinai járásához tartozott. 2001-ben a falunak 119 lakosa volt.

## Lakosság
| Lakosság változása | Lakosság változása | Lakosság változása | Lakosság változása | Lakosság változása | Lakosság változása | Lakosság változása | Lakosság változása | Lakosság változása | Lakosság változása | Lakosság változása | Lakosság változása | Lakosság változása | Lakosság változása | Lakosság változása |
| ------------------ | ------------------ | ------------------ | ------------------ | ------------------ | ------------------ | ------------------ | ------------------ | ------------------ | ------------------ | ------------------ | ------------------ | ------------------ | ------------------ | ------------------ |
| 1857               | 1869               | 1880               | 1890               | 1900               | 1910               | 1921               | 1931               | 1948               | 1953               | 1961               | 1971               | 1981               | 1991               | 2001               |
| 177                | 206                | 201                | 231                | 214                | 198                | 198                | 212                | 191                | 192                | 171                | 159                | 148                | 141                | 119                |

## Nevezetességei
Szent Lénárd tiszteletére szentelt fakápolnája 1922-ben épült. Oltárait Szent Lénárd, Szent Miklós püspök és Tavelics Szent Miklós tiszteletére szentelték.

## Külső hivatkozások
Pisarovina község hivatalos oldala